# Violeta Cavalcanti
Violeta Cavalcanti (Manaus, 1 de julho de 1923 – Rio de Janeiro, 14 de fevereiro de 2014) foi uma cantora brasileira. Gravou o primeiro disco em 1940.